# Peggy Sue Got Married
Peggy Sue Got Married (bra: Peggy Sue - Seu Passado a Espera) é um filme de comédia, drama e fantasia dirigido em 1986 por Francis Ford Coppola, estrelado por Kathleen Turner como uma mulher à beira de um divórcio, que se encontra transportada de volta aos tempos de seu último ano no ensino médio em 1960. O filme foi escrito pela equipe de marido e mulher Jerry Leichtling e Arlene Sarner.
O filme iria ser estrelado por Debra Winger e ser dirigido por Jonathan Demme. Eles tiveram diferenças criativas e Demme deixou o projeto, para ser substituído por Penny Marshall, que estaria fazendo sua estréia como diretora. Então Marshall teve diferenças criativas com os escritores e deixou o projeto. Winger então desistiu por lealdade a Marshall. Rastar, a companhia produtora, ofereceu o filme a Francis Ford Coppola, na esperança de atrair Winger de volta ao projeto. No final, Kathleen Turner se tornou a estrela.
Kathleen Turner falou várias vezes sobre a dificuldade de trabalhar com o co-protagonista Nicolas Cage. Em seu livro de memórias de 2008, Send Yourself Roses: Thoughts on My Life, Love, and Leading Roles, Turner disse que Cage foi preso duas vezes por dirigir bêbado e quando roubou um cão. Cage processou-a por difamação e venceu. Em troca, ele recebeu um pedido público de desculpas de Turner, a admissão de seu editor de que as alegações eram falsas e difamatórias, e uma promessa de que Turner e o editor fariam uma doação substancial para a caridade.
O filme foi um sucesso de bilheteria faturando US$41,382,841 nos EUA e recebeu críticas positivas dos críticos. Foi indicado para três prêmios da Academia: Melhor Atriz (Turner), Melhor Fotografia e Melhor Figurino. Além disso, Turner foi indicada para Melhor Atriz Estrangeira no Sant Jordi Awards e ganhou o prêmio de 1986 de Melhor Atriz da National Board of Review dos EUA. O filme foi classificado como número 17 na lista de "50 Melhores Filmes High School" da Entertainment Weekly.

## Sinopse
Em 1985, após desmaiar durante uma festa de confraternização, uma mulher de 43 anos à beira do divórcio volta no tempo, volta para 1960, época em que conheceu o futuro marido. Ela tem, então, a chance de transformar o curso de sua vida, decidindo se deveria casar ou não com o namorado de quem estava se separando. O título e a história do filme são inspirados na canção homônima de autoria de Buddy Holly em 1957.

## Elenco
- Kathleen Turner .... Peggy Sue Kelcher Bodell
- Nicolas Cage .... Charlie Bodell
- Barry Miller .... Richard Norvik
- Catherine Hicks .... Carol Heath
- Don Murray .... Jack Kelcher
- Barbara Harris .... Evelyn Kelcher
- Jim Carrey .... Walter Getz
- Wil Shriner ... Arthur Nagle
- Maureen O'Sullivan .... Elizabeth Alvorg
- Leon Ames .... Barney Alvorg
- John Carradine .... Leo
- Joan Allen .... Maddy Nagle
- Kevin J. O'Connor .... Michael Fitzsimmons
- Sofia Coppola.... Nancy Kelcher
- Harry Basil .... Leon
- Helen Hunt .... Beth Bodell

## Galeria

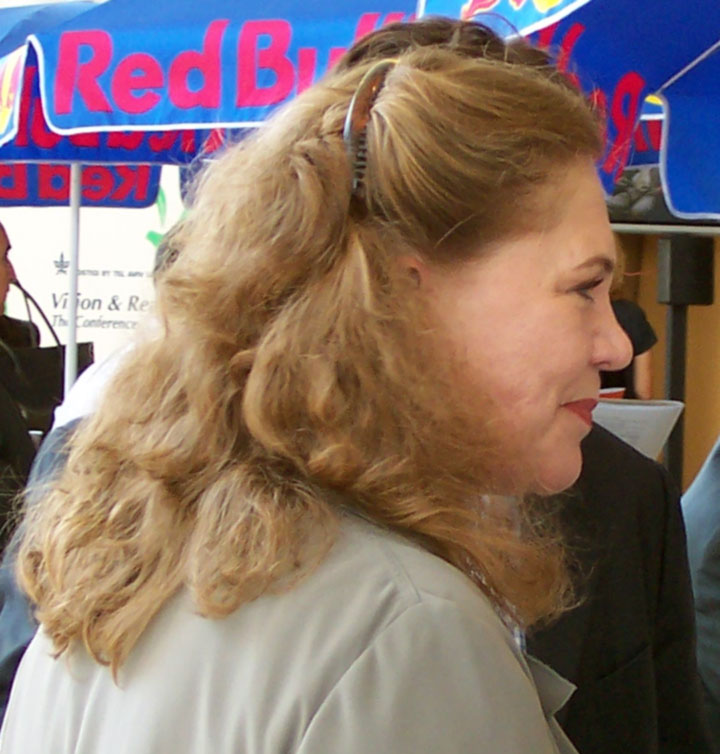
Kathleen Turner é Peggy Sue
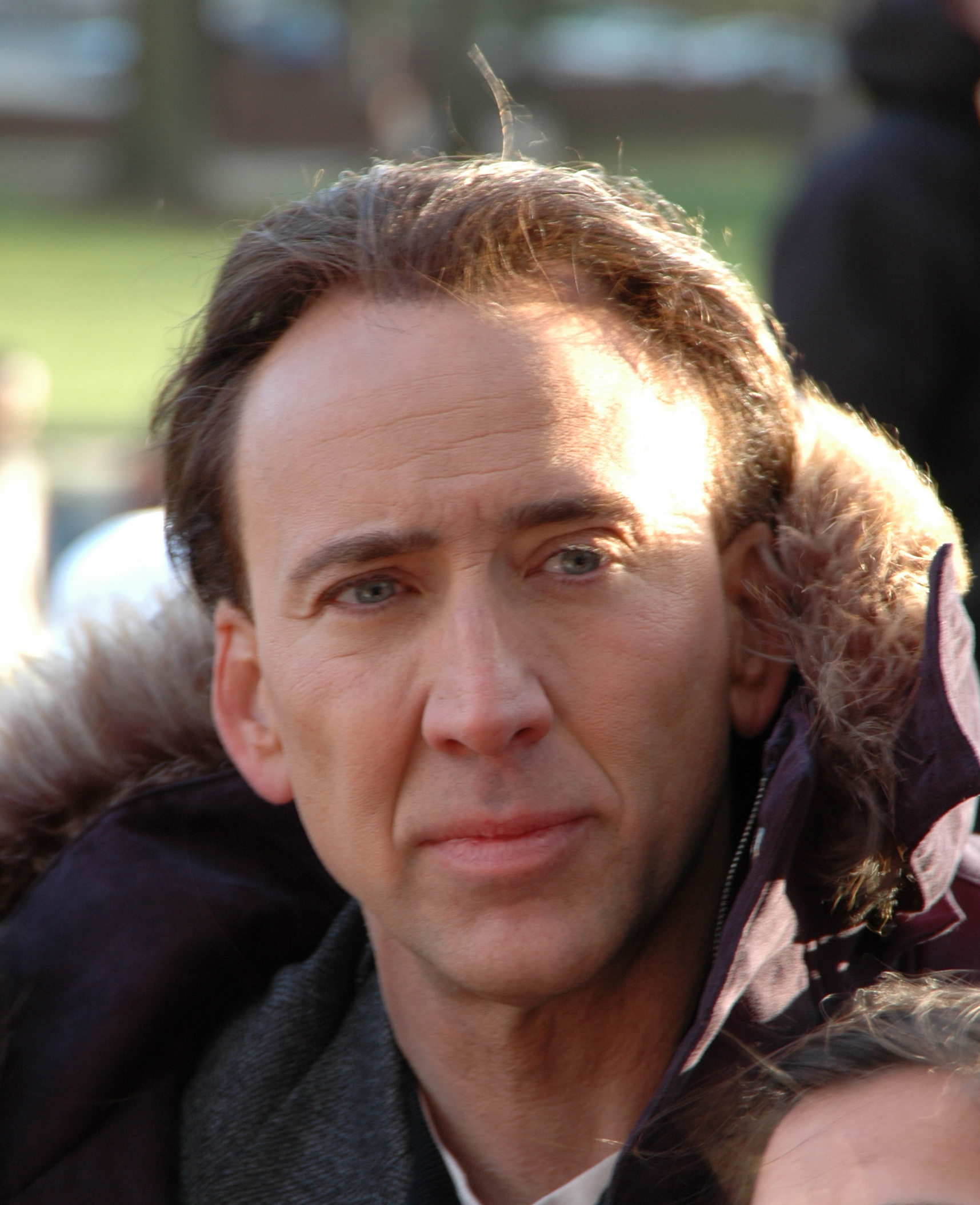
Nicolas Cage é Charlie Bodell

### Processo de Nicolas Cage e Kathleen Turner
Kathleen Turner falou várias vezes sobre a dificuldade de trabalhar com Nicolas Cage. Em seu livro de memórias de 2008, ela escreveu que: 
Ele causou tantos problemas. Ele foi preso duas vezes por dirigir embriagado e, eu acho, uma vez por roubar um cachorro. Ele se deparou com um chihuahua que ele gostava e enfiou na jaqueta dele. Na última noite de filmagem, ele entrou no meu trailer depois de claramente ter bebido muito. Ele caiu de joelhos e perguntou se eu poderia perdoá-lo. Eu disse: "Não agora. Eu tenho uma cena para filmar. Com licença", e acabou de sair. Nicolas não conseguiu matar o filme, mas também não acrescentou muito. Durante anos, sempre que o via, ele pedia desculpas por seu comportamento. Eu diria: "Olha, eu superei isso". Mas eu não busquei a ideia de trabalhar com ele novamente".
Turner também criticou Cage por sua decisão de adotar um tom de fala nasal para seu personagem e usar dentes falsos. Em resposta às alegações de Turner de que ele havia dirigido bêbado e roubado um Chihuaha, Cage processou por difamação Turner, a editora do livro Headline Publishing Group e o jornal Daily Mail, da Grã-Bretanha, que publicou um trecho do livro. O processo aconteceu em um tribunal de Londres e Cage venceu. Em troca, ele recebeu um pedido público de desculpas de Turner, a admissão de seu editor de que as alegações eram falsas e difamatórias, e uma promessa de que Turner e o editor fariam uma doação substancial para a caridade.
Durante uma entrevista em 2018, Turner comentou sobre a voz anasalada de Cage que: 
"Foi difícil não dizer: 'Pare com isso'. Mas não era meu trabalho dizer a outro ator o que ele deveria ou não fazer. Então eu fui para Francis [Ford Coppola]. Eu perguntei a ele: "Você aprovou essa escolha?" Foi muito delicado. Ele [Nicolas Cage] foi muito difícil no set. Mas o diretor permitiu o que Nicolas queria fazer com seu papel, então eu não estava em condições de fazer muito além de brincar com o que me foi dado. Se alguma coisa, [o retrato de Cage] só ilustrou mais a desilusão da minha personagem com o passado. O jeito que eu vi foi, sim, ele era aquele idiota".

## Principais prêmios e indicações
Oscar 1987 (EUA)
- Indicado nas categorias de melhor atriz (Kathleen Turner), melhor fotografia e melhor figurino.

Globo de Ouro 1987 (EUA)
- Indicado nas categorias de melhor filme - comédia/musical e melhor atriz - comédia/musical (Kathleen Turner).

## Adaptação musical
O filme foi adaptado por Leichtling e Sarner em uma produção de teatro musical que abriu no distrito londrino de teatro West End em 2001. Apesar de receber críticas sólidas e um ganho de vários milhões de libras, os ataques de 11 de setembro de 2001 forçou o show a fechar cedo.

## Goodbye Mr. Loser
O filme de 2015 da comédia chinesa Goodbye Mr. Loser foi criticado por suas semelhanças na trama com Peggy Sue Got Married. Duas semanas após sua estréia, internautas chineses começaram a postar artigos on-line comparando elementos semelhantes do filme com os do filme americano de 1986. Os diretores de Goodbye Mr. Loser negaram as alegações de plágio com uma declaração alegando que seu filme é uma adaptação de uma peça teatral que foi inspirada por um post em um fórum chinês na Internet em 2010.

## Outros filmes com tramas semelhantes
O filme polonês de 2008 Ile waży koń trojański? e o filme francês de 2012, Camille Rewinds, contam histórias semelhantes.